# Campionato italiano di calcio a 5 1985-1986
Il terzo campionato italiano di calcio a 5 si svolse durante la stagione 1985/1986 e dopo una fase interregionale si tornò a giocare la poule scudetto a Roma al foro italico dal 22 luglio al 26 luglio 1986.
La stagione si conclude con la vittoria dell'Ortana Griphus, meteora del futsal italiano, che nell'estate 1985 aveva portato tutti i migliori giocatori della Roma Barilla alla propria corte: avevano cambiato maglia Caneschi, Scacchi, Rotondi, Ronconi e Filippini. I valori in campo vollero riservare una finale ricca di spunti come quella con la Roma Barilla campione in carica, la vittoria per 8-7 dopo i calci di rigore segna una delle pagine senz'altro più intense del periodo pionieristico del calcio a 5 in Italia.

## Girone A
| Pos. | Squadra                  | Pt |
| ---- | ------------------------ | -- |
| 1.   | Roma Barilla             | 6  |
| 2.   | Padana Impianti Modena   | 4  |
| 3.   | Giovinazzo               | 2  |
| 4.   | Libertas Corbino Augusta | 0  |

- Roma Barilla - Libertas Corbino Augusta 11-3
- Padana Impianti Modena - Calcetto Giovinazzo 5-4
- Roma Barilla - Calcetto Giovinazzo 4-2
- Padana Impianti Modena - Libertas Corbino Augusta 5-3
- Roma Barilla - Padana Impianti Modena 5-0
- Calcetto Giovinazzo - Libertas Corbino Augusta 7-3

## Girone B
| Pos. | Squadra                 | Pt |
| ---- | ----------------------- | -- |
| 1.   | Ortana Griphus          | 6  |
| 2.   | Bubi Merano Menz Gasser | 4  |
| 3.   | Canottieri Aniene       | 2  |
| 4.   | Millefonti Torino       | 0  |

- Ortana Griphus - Millefonti Torino 5-3
- Bubi Merano Menz Gasser - Canottieri Aniene 10-9
- Ortana Griphus - Canottieri Aniene 7-3
- Bubi Merano Menz Gasser - Millefonti Torino 5-3
- Canottieri Aniene - Millefonti Torino 10-5
- Ortana Griphus - Bubi Merano Menz Gasser 6-4

## Semifinali
- Roma Barilla - Bubi Merano Menz Gasser 9-7
- Ortana Griphus - Padana Impianti Modena 5-2

## Finali

### 3º-4º posto
Bubi Merano Menz Gasser - Padana Impianti Modena 10-7

### 1º- 2º posto
| Roma 26 luglio 1986, ore ??:?? CET Finale, gara unica | Roma Barilla         | 3 – 3 (d.t.s.) (2-2) | Ortana | Foro italico |
| \| \| \| \| \| \| Tiri di rigore 4 – 5 \| \|          |                      |                      |        |              |
|                                                       |                      |                      |        |              |
|                                                       | Tiri di rigore 4 – 5 |                      |        |              |